# Partido Regionalista de Magallanes
El Partido Regionalista de Magallanes (PRM) era una agrupación política chilena de carácter federalista, fundada en la ciudad de Punta Arenas, provincia de Magallanes, en 1932. Fue considerada el brazo político de la Liga Cívica de Magallanes, fundada también en 1932. En 2015 retomó su actividad, existiendo hasta su disolución en abril de 2017.

## Historia

### Primera época (1932-1960)
El 10 de marzo de 1932 fue creada en Punta Arenas la Legión Cívica de Magallanes, la cual publicó el 25 de julio de 1932 en un periódico de Punta Arenas, capital de la provincia de Magallanes, el manifiesto fundacional del Partido Regionalista de Magallanes. En su programa se estableció:

a) “Que el Estado vaya a la formación de grandes provincias, por cuando el País está compuesto de diferentes regiones perfectamente demarcadas por sus condiciones naturales, que hacen indispensable una descentralización gradual y paulatina orientada hacia el federalismo”. En este sentido el creador y mártir Emilio Turina propuso la creación de 13 regiones, siendo la base de la división administrativa que tomó el país cuatro décadas después.
b) “Que se establezca en Magallanes el sistema de Gobierno Federal”.
Declaración del Partido Regionalista de Magallanes, 25 de julio de 1932.

Sin embargo, en la misma declaración se expresa: “En el carácter el Partido Regionalista de Magallanes expresa su más alto nacionalismo, declarando que la Provincia de Magallanes seguirá siendo parte integrante e inseparable de la República”.
Al año siguiente se realizó en todo el territorio nacional una elección que renovó el Parlamento. Fue la primera ocasión que los electores de Magallanes pudieron elegir un diputado. El triunfador fue el abogado Manuel Chaparro Ruminot, quien representando al Partido Regionalista obtuvo el 57,9 % de los sufragios (3579 de 6184 en total), derrotando a Armando Sanhueza (Partido Radical), Julio Silva (Partido Socialista) y Óscar Godoy (Partido Conservador).
En abril de 1935 se realizaron elecciones municipales, logrando el Partido Regionalista el 51,2 por ciento de la votación, logrando 13 de los 24 cargos en disputa, y entre ellos la alcaldía de Punta Arenas que ocupó Ernesto Pisano Blanco, y la alcaldía de Porvenir que fue ganada por el regidor José del Carmen Gómez.
En 1936 el fundador del partido, Emilio Turina Blazina, fue torturado por sus ideas que fueron interpretadas por funcionarios de Carabineros como una corriente independentista del resto del país, por lo que Turina contrajo una neumonía, al ser reiteradas veces sumergido en un río congelado, falleciendo a los 29 años.
Paulatinamente, se inició la declinación del Partido fundamentalmente por la alianza que realizó con partidos nacionales, en un comienzo al ingresar a un pacto de izquierda con el Partido Socialista de Chile para las elecciones municipales de 1941 —materializado mediante un acuerdo alcanzado el 17 de marzo de 1941— y luego con el Partido Radical, finalmente el apoyo a la candidatura de Carlos Ibáñez del Campo a la presidencia de la República produjo un debilitamiento en su estructura que contribuyó al colapso del partido cuando sus aliados socialistas y radicales bloquearon el trabajo Municipal del alcalde Turina Blazina. Las alianzas políticas terminaron definitivamente con esta propuesta política.
El 14 y 15 de julio de 1951 participó en la Convención Presidencial realizada en Santiago, junto a los partidos Liberal, Conservador Tradicionalista y Agrario Laborista (sector de Jaime Larraín). Para este efecto, envió 30 delegados a Santiago a la convención que finalmente proclamó la candidatura presidencial de Arturo Matte Larraín.
En 1960 fue creado el Centro de Estudios Regionalistas de Magallanes, con lo cual el partido desapareció de la vida política.

### Movimiento Regionalista de Magallanes (1970-2015)
Desde 1970 en adelante el partido mantuvo su ideología a través del Movimiento Regionalista de Magallanes.[cita requerida] En 1997, la facción fueguina del movimiento crea el Frente de Defensa de Porvenir, liderado por el comerciante Marcos Pardo, el dirigente social Jaime Provoste, el abogado Juan José Arcos Srdanovic y la dirigente social Gregoria Cuevas unida con el Movimiento Regionalista de Magallanes; este frente fueguina acuerda con el movimiento regionalista —liderado en ese entonces por el puntarenense Nicolás Skármeta Stanic— unir fuerzas a fin de evitar el creciente despoblamiento de la Tierra del Fuego chilena.[cita requerida] Este movimiento comenzó las primeras protestas en democracia en Chile con el izamiento de las banderas negras en Porvenir. Estas protestas terminaron cuando el presidente Eduardo Frei Ruiz Tagle envía el proyecto de ley que permite ampliar la Ley Navarino a la comuna de Porvenir y Primavera
Durante el siglo XXI el movimiento apoyó a diversos candidatos independientes; así en las elecciones municipales de 2004 Mario Margoni Gadier fue elegido alcalde de Puerto Natales; en las parlamentarias de 2005, Carlos Bianchi Chelech fue elegido como el primer senador de una lista independiente desde el retorno a la democracia en Chile, mientras que, cuatro años después, Miodrag Marinovic fue elegido diputado. En las elecciones municipales de 2008, Vladimiro Mimica fue elegido alcalde con el apoyo de este movimiento y Roberto Sahr concejal de Punta Arenas, mientras que en las elecciones de 2012 fueron elegidos alcaldes Anahí Cárdenas en Torres del Paine, Edgard Cárcamo en San Gregorio y Pamela Tapia en Navarino; además, fueron elegidos como concejales de Punta Arenas Juan José Arcos Srdanovic y Julián Mancilla Pérez, en una plataforma independiente de carácter regionalista. Así, Magallanes se convirtió en la única región del país donde tres de sus principales autoridades electas democráticamente eran independientes apoyadas por el movimiento regionalista.[cita requerida]
En las elecciones municipales de 2012, el regionalismo obtuvo un 27% de los sufragios a nivel regional[cita requerida] debido a un acuerdo que le permitió llevar gran cantidad de sus candidatos como independientes dentro de la lista "Regionalistas e Independientes" del PRI.
El año 2013, el movimiento apoyó la candidatura de Rodrigo Utz Monsalve quien obtuvo sólo el 4% de los votos, siendo la primera derrota electoral del movimiento durante el siglo XXI. En febrero de 2014 el concejal Juan José Arcos Srdanovic anunciaba en los medios la reconstrucción del partido y tres meses después convocó a una asamblea que se constituyó con 96 personas en el restaurante El Rincón Chilote, oportunidad donde fue reelegido por unanimidad como presidente del movimiento el líder histórico del regionalismo Leopoldo Turina, y se acordó iniciar las gestiones a fin de obtener un cambio en la ley que permita la creación de partidos regionales, con el objetivo de reconstituir el Partido Regionalista de Magallanes. Es así que oyendo la petición del Movimiento el senador Antonio Horvath solicitó que en la ley que pone fin al sistema binominal se permitiera la creación de partidos regionales.

### Segunda época (2015-2017)
El 2 de mayo de 2015, un grupo de dirigentes encabezados por Leopoldo Turina Mimica —presidente del Centro de Estudios Regionalista de Magallanes y sobrino del exalcalde Carlos Turina Blazina— presentaron el Partido Regionalista de Magallanes, que se define como continuador de la agrupación existente a mediados del siglo XX.
El 13 de agosto 188 magallánicos otorgaron la escritura de reconstitución del partido en la notaría de Ulises Morales Ríos, iniciando los trámites necesarios para iniciar la inscripción ante el Servicio Electoral de Chile. Su directiva provisional está conformada por Leopoldo Roberto Turina Mimica como presidente; David Alejandro Gallardo Álvarez en la vicepresidencia; Juan José Arcos Srdanovic como primer vicepresidente; Claudia Srdanovic Cardenas como segunda vicepresidenta; Bettina Schultz Kausel como secretaria general; subsecretario: Álvaro España Pérez; tesorera: Pamela Ramírez Troncoso. El 17 de agosto de 2015 la escritura de constitución fue oficialmente presentada en santiago por los dirigentes Leopoldo Turina Mimica, Juan Arcos Srdanovic, y Bettina Schultz Kausel al director nacional del Servel. La constitución del partido fue publicada en el Diario Oficial de la República de Chile el 6 de noviembre, por lo que desde esa fecha inició el proceso de recolección de firmas para constituirse legalmente en partido político.
El 27 de enero de 2016 se reunieron las firmas para conformarse como partido político, efectuándose al día siguiente la entrega de las firmas al director nacional del Servicio Electoral por parte de los directivos Leopoldo Turina y Bettina Shultz y de la abogada magallánica residente en Santiago, Geovanela Smoljanovic.
El 21 de marzo de 2016 fue aceptada la inscripción del Partido Regionalista de Magallanes en el registro de partidos políticos del Servicio Electoral, constituyéndose de forma legal en la Región de Magallanes. El 20 de julio presentó sus candidatos a las elecciones municipales en donde el partido presentará candidatos a la alcaldía en Punta Arenas y San Gregorio, además de ocho candidatos a concejales en Punta Arenas. En el sorteo realizado el 28 de julio para definir la ubicación de las listas en las papeletas de votación obtuvo la letra A.
El 23 de septiembre de 2016 y después de más de medio siglo, un militante del PRM pasó a ocupar el sillón edilicio de Punta Arenas; la responsabilidad recayó en el concejal Juan José Arcos Srdanovic luego de asumir durante el mes previo a las elecciones el cargo de alcalde protocolar de la comuna tras la renuncia de Emilio Bocazzi para iniciar su campaña para la reelección.
El 1 de octubre de 2016 se efectuó la primera elección de directiva después de la reconstitución, donde competían dos listas, imponiéndose la lista disidente que fue apoyada por sectores de las juventudes. La nueva directiva del partido está conformada por el concejal Juan José Arcos Srdanovic, como presidente; el secretario Claudio Gutiérrez y la tesorera Issis Irribarra, quienes se impusieron sobre la lista oficialista del "turinismo" liderada por el exdirigente sindical Manuel Muñoz Guineo, quien reconoció la victoria de su contrincante.
El 28 de diciembre de 2016, Juan José Arcos Srdanovic renunció a la presidencia del partido, siendo reemplazado por Claudio A. Gutiérrez Venegas, quien posteriormente renuncia para asumir un nuevo puesto estratégico en el Partido Regionalista Independiente (PRI) y así colaborar y asegurar la continuidad del regionalismo en Chile.
El partido fue disuelto por el Servicio Electoral el 27 de abril de 2017 al no lograr la inscripción en tres regiones contiguas u ocho discontinuas, de acuerdo a las exigencias que establecía la Ley de Partidos Políticos. Parte de sus militantes se incorporaron al Partido Regionalista Independiente.

## Resultados electorales

### Elecciones parlamentarias
| Elección       | Votos        | Votos          | Votos    | Total provincial |
| Elección       | Punta Arenas | Puerto Natales | Porvenir | Total provincial |
| -------------- | ------------ | -------------- | -------- | ---------------- |
| Diputados 1932 | 3009         | 248            | 322      | 3579             |
| Diputados 1937 | 1132         | 91             | 105      | 1328             |
| Diputados 1941 | 959          | 36             | 65       | 1060             |

Nota: En las elecciones parlamentarias de 1945 y 1949, el Partido Regionalista de Magallanes participó en alianza con otras fuerzas políticas.

### Elecciones municipales
| Elección       | Votos        | Votos          | Votos    | Total provincial |
| Elección       | Punta Arenas | Puerto Natales | Porvenir | Total provincial |
| -------------- | ------------ | -------------- | -------- | ---------------- |
| Regidores 1935 | 2145         | 268            | 220      | 2633             |
| Regidores 1938 | 2148         | 0              | 228      | 2376             |
| Regidores 1941 | 2359         | —              | 310      |                  |
| Regidores 1944 | 1469         | 76             | 132      | 1677             |
| Regidores 1947 | 1320         | 0              | 0        | 1320             |

Nota: En las elecciones municipales de 1941 y 1950 el Partido Regionalista de Magallanes participó en alianza con otras fuerzas políticas.
|  | 0,01 % |

|  | 0,04 % |